# 古尔赫米娜·苏吉娅
古尔赫米娜·奥古斯塔·泽维尔·德·米迪姆·苏吉娅·卡迪亚多·米纳（Guilhermina Augusta Xavier de Medim Suggia Carteado Mena 1885年6月27日—1950年7月30日），一般叫做古尔赫米娜·苏吉娅（Guilhermina Suggia），是一名葡萄牙大提琴演奏家。她虽然出生于葡萄牙，但实际上是在英国成名的。

## 生平
她出生于波尔图 ，有葡萄牙和意大利血统。她的父亲就是一名音乐家，也是她乐理和大提琴的启蒙老师。她12岁时就在当地的管弦乐团担任首席大提琴师。1904年，她前往莱比锡音乐学院学习，师从尤利烏斯·克倫格爾。
不久她就开始在萊比錫布商大廈管弦樂團演出。1906年至1912年间，她又师从帕布罗·卡萨尔斯学琴，一起走上了国际舞台，有谣言称二人一度结为夫妇。1912年，二人产生矛盾，从此不再一起演出。1914年，她开始和小提琴家杰利·达兰妮（Jelly d'Arányi）、钢琴家范妮·戴维斯搭台。她在1920年代定居英国，1927年和医生约瑟·米纳（Jose Mena）结婚，二战期间返回葡萄牙，不过在战后还曾返回英国演出。1949年，她在伯恩茅斯举办了最后一场音乐会。

## 遗产
她把自己的斯特拉迪瓦里大提琴捐给了皇家音乐学院，卖掉这把琴的钱成立了一个奖学金，用来资助学习大提琴的学生。

## 扩展阅读
- Mercier, Anita (2008). Guilhermina Suggia: Cellist. Ashgate, ISBN 978-0-7546-6169-6
- Guilhermina Suggia ou o violoncello luxuriante.  Or the Luxuriant Violoncello, Fátima Pombo, Fundação Eng. António de Almeida, Porto (1993).  This book is in both Portuguese and in English.  ISBN 972-9194-54-8
- la Suggia : l'autre violoncelliste, Henri Gourdin, Editions de Paris - Max Chaleil, Paris (2015). ISBN 978-2-84621-210-6

## 外部连接
- Guilhermina Suggia, article by Anita Mercier, Professor at Juilliard School （页面存档备份，存于）
- Tate Gallery - Portrait by Augustus John （页面存档备份，存于）